# Король Лір (фільм, 1916)
«Король Лір» — американський німий фільм 1916 року, знятий за мотивами п'єси Вільяма Шекспіра режисером Ернестом К. Вардом. Головну роль виконав його батько, відомий театральний актор Фредерік Вард.
Фільм є однією з робіт, підготованих до 300-річчя від дня смерті Вільяма Шекспіра.
Стрічка зберігається у Музеї Джорджа Істмена та доступна на DVD.

## Сюжет
Лір, король Британії, виснажений державними справами, скликає своїх трьох дочок, щоб вони розділили своє королівство пропорційно ступеню їхньої прихильності до нього. Гонерілья, старша, говорить першою, і її батько із задоволеним марнославством слухає, як вона заявляє, що жодна сила слова не виражає глибини її любові до нього. Він дарує їй третину свого королівства. З такою ж багатослівністю, але більшим перебільшенням, Регана, друга дочка короля, також отримує ще третину. Корделія, наймолодша дочка, обурена брудною нещирістю своїх сестер, відповідає, що кохає батька настільки, наскільки їй велить обов'язок. Під солодкі лестощі інших дочок у вухах, слова Корделії не подобаються Ліру, і він гнівно зрікається її та віддає її частку сестрам. Молодий король Франції вражений вчинком Корделії та забирає її до своєї країни як наречену.
До Ліра приходить усвідомлення того, що він втратив. Зрештою, дочки, які тримають королівство в своїх руках, зачиняють двері замку за своїм батьком, і Лір дізнається: «Наскільки гостріше за зміїний зуб мати невдячну дитину». Його розбите серце призводить до божевілля, і покинутий усіма, крім свого вірного дурня, він стає мандрівником.
Разом з Корделією король Франції вторгається до Британії. Корделію беруть у полон та наказують повісити. Ліру приносять її тіло, яке стає останнім злим вітром, що роздуває полум'я його мерехтливого життя, і змучена душа незабаром слідує за своєю до «тієї невідкритої країни, з якої жоден мандрівник ніколи не повертається».

## У ролях

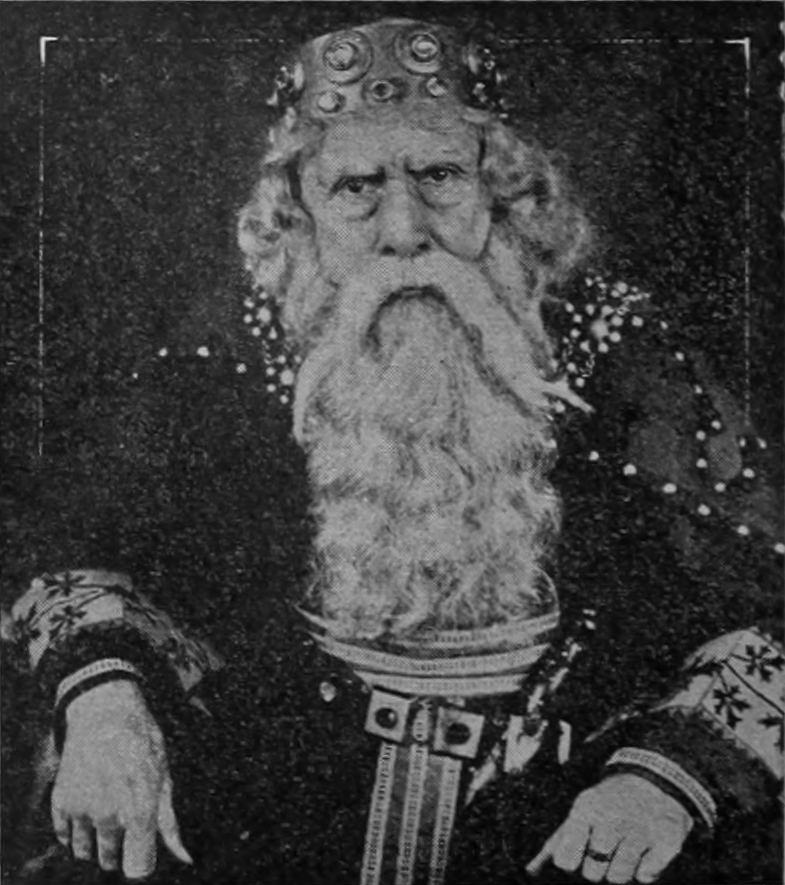
Фредерік Вард у ролі Короля Ліра

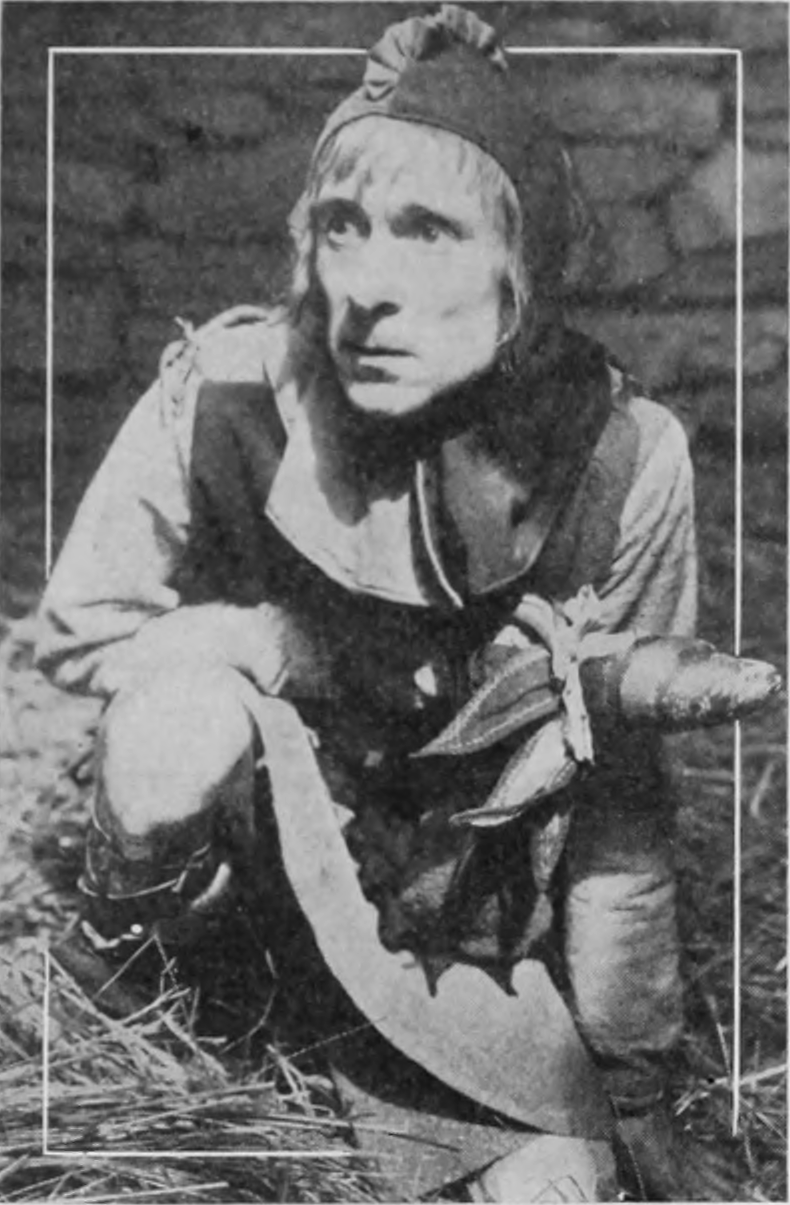
Ернест Вард у ролі королівського блазня

- Фредерік Вард — Король Лір[4]
- Ернест Вард — блазень
- Іна Хаммер — Гонерілья
- Вейн Арей — герцог Олбані
- Едіт Дістал — Регана
- Чарльз Брукс — герцог Корнуольський
- Лоррейн Халінг — Корделія
- Дж. Г. Гілмор — граф Кентський
- Бойд Маршалл — король Франції
- Гектор Діон — Едмунд
- Едвін Стенлі — Едгар
- Роберт Віттієр — Освальд

## Виробництво
Фільм спродюсований «Thanhouser Film Corporation». У кінотеатрах США вийшов 17 грудня 1916 року (дистрибутор – «Pathé Exchange».
У вересні 2007 року компанією Thanhouser 36-хвилинну версію фільм було випущено на DVD разом з іншими фільмами періоду 1910–1917 років, загальною тривалістю 302 хвилини. 2 жовтня 2007 року ви йшла 64-хвилинна версія, розповсюджувачем якої займалася компанія «TeleVista».